# Arion obesoductus
Arion obesoductus es una especie de molusco gasterópodo de la familia Arionidae en el orden de los Stylommatophora.

## Distribución geográfica
Se encuentra solo en Austria.